# Elektrogorsk
Elektrogorsk (russisch Электрого́рск, deutsch etwa „Elektrostadt“) ist eine Stadt in der Oblast Moskau, Russland. Sie liegt 88 km östlich von Moskau und hat 22.480 Einwohner (Stand 14. Oktober 2010).

## Geschichte

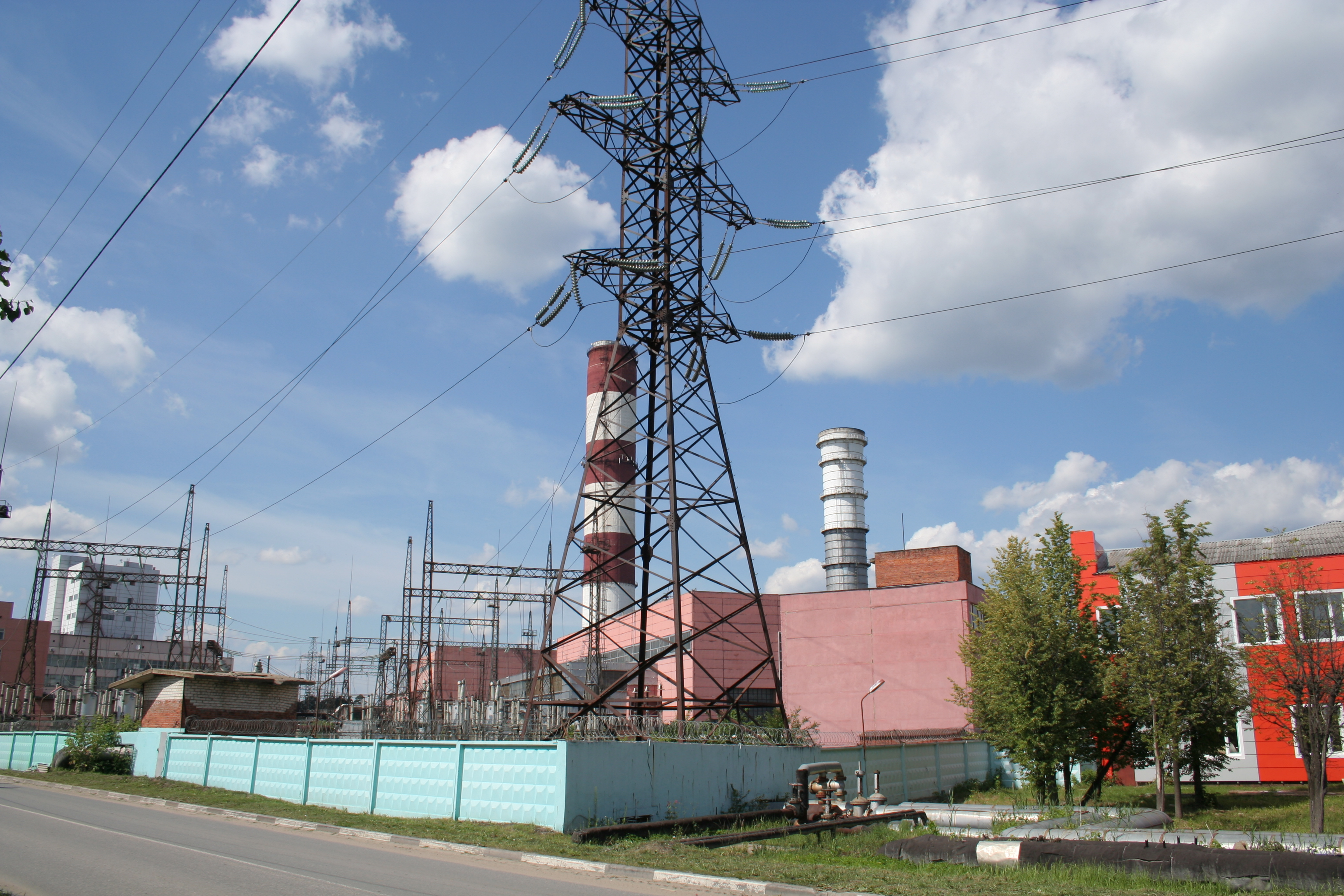
Heizkraftwerk Elektrogorsk

Elektrogorsk entstand Anfang des 20. Jahrhunderts im Zuge des Baus des Kraftwerks Elektrogorsk, bei dem als Treibstoff der in den Sumpfgebieten der Umgebung reichlich vorhandene Torf diente. Dieses Kraftwerk, das den Namen Elektroperedatscha trug, war auch das erste seiner Art in Russland und sollte eine bedeutende Rolle bei der Elektrifizierung der Moskauer Region spielen. Das heutige Elektrogorsk wurde im Jahre 1912 als Arbeitersiedlung für das Kraftwerksbaupersonal gegründet.
Im Jahr 1921 zählte die Siedlung bereits über 4500 Einwohner. Es entstanden hier Schulen, Krankenhäuser, Freizeiteinrichtungen, und 1925 wurde eine Eisenbahn-Stichstrecke hierher verlegt. Der Bau des Kraftwerks ermöglichte unter anderem die Inbetriebnahme der Straßenbahn im nahe gelegenen Bogorodsk im Jahre 1924.
1946 erhielt Elektrogorsk den Stadtstatus.

### Bevölkerungsentwicklung
| Jahr | Einwohner |
| ---- | --------- |
| 1939 | 12.370    |
| 1959 | 11.454    |
| 1970 | 13.012    |
| 1979 | 15.930    |
| 1989 | 18.391    |
| 2002 | 20.353    |
| 2010 | 22.480    |

Anmerkung: Volkszählungsdaten

## Wirtschaft und Infrastruktur
Das wichtigste Unternehmen der Stadt ist das Heizkraftwerk, das heute zum Energieversorgungsunternehmen Mosenergo gehört. Des Weiteren gibt es in Elektrogorsk eine Möbelfabrik, ein Pharmawerk und eine Asphaltfabrik. Ebenfalls in Elektrogorsk ansässig ist ein Forschungszentrum für die Sicherheit von Atomkraftwerken.
Südlich von Elektrogorsk verläuft die Fernstraße M7 von Moskau über Nischni Nowgorod nach Ufa. Außerdem hat Elektrogorsk einen Regionalbahnhof an einer Abzweigung von der Bahnstrecke Moskau–Nischni Nowgorod.

## Söhne und Töchter der Stadt
- Alexander Boloschew (1947–2010), Basketballspieler
- Michail Wassiljew (* 1962), ehemaliger Eishockeyspieler